# Pulmonaria longifolia
Pulmonaria longifolia é uma espécie de planta com flor pertencente à família Boraginaceae. 
A autoridade científica da espécie é (Bastard) Boreau, tendo sido publicada em Fl. Centre France, ed. 3 [Boreau] 2: 460. 1857.

## Portugal
Trata-se de uma espécie presente no território português, nomeadamente em Portugal Continental.
Em termos de naturalidade é nativa da região atrás indicada.

## Protecção
Não se encontra protegida por legislação portuguesa ou da Comunidade Europeia.